# Athene
Athene là một chi chim trong họ Strigidae.

## Các loài
- Athene brama - Hù (Cú vọ) trán trắng
- Athene noctua - Cú nhỏ
- Athene blewitti - Cú rừng, đôi khi được xếp vào chi Heteroglaux
- Athene cunicularia - Cú đất, đôi khi được xếp vào chi Speotyto

## Hình ảnh

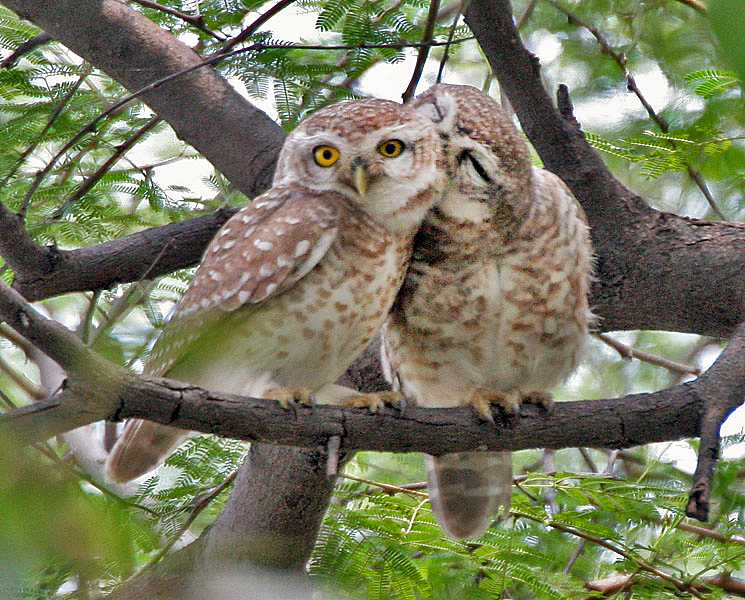
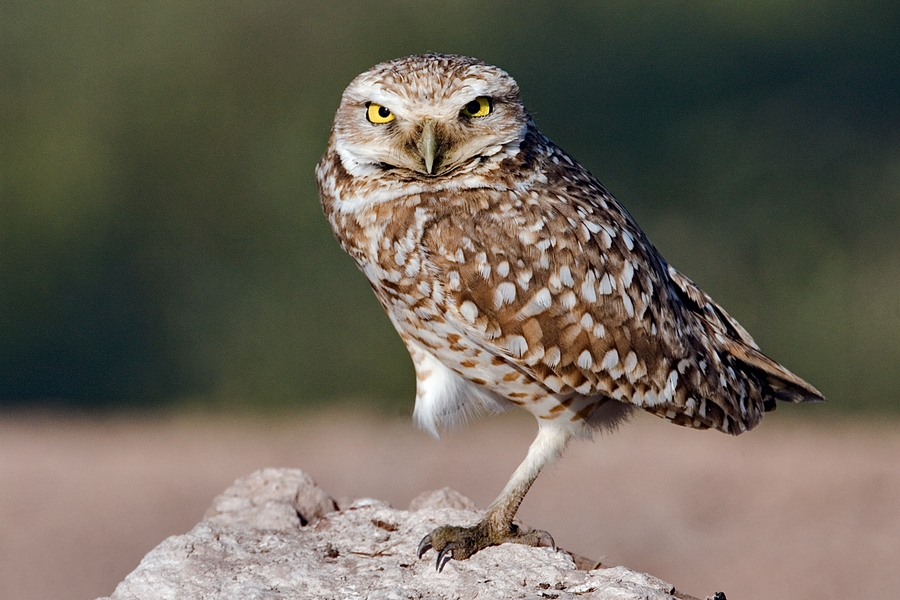
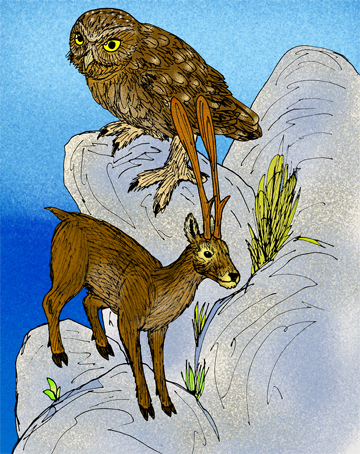
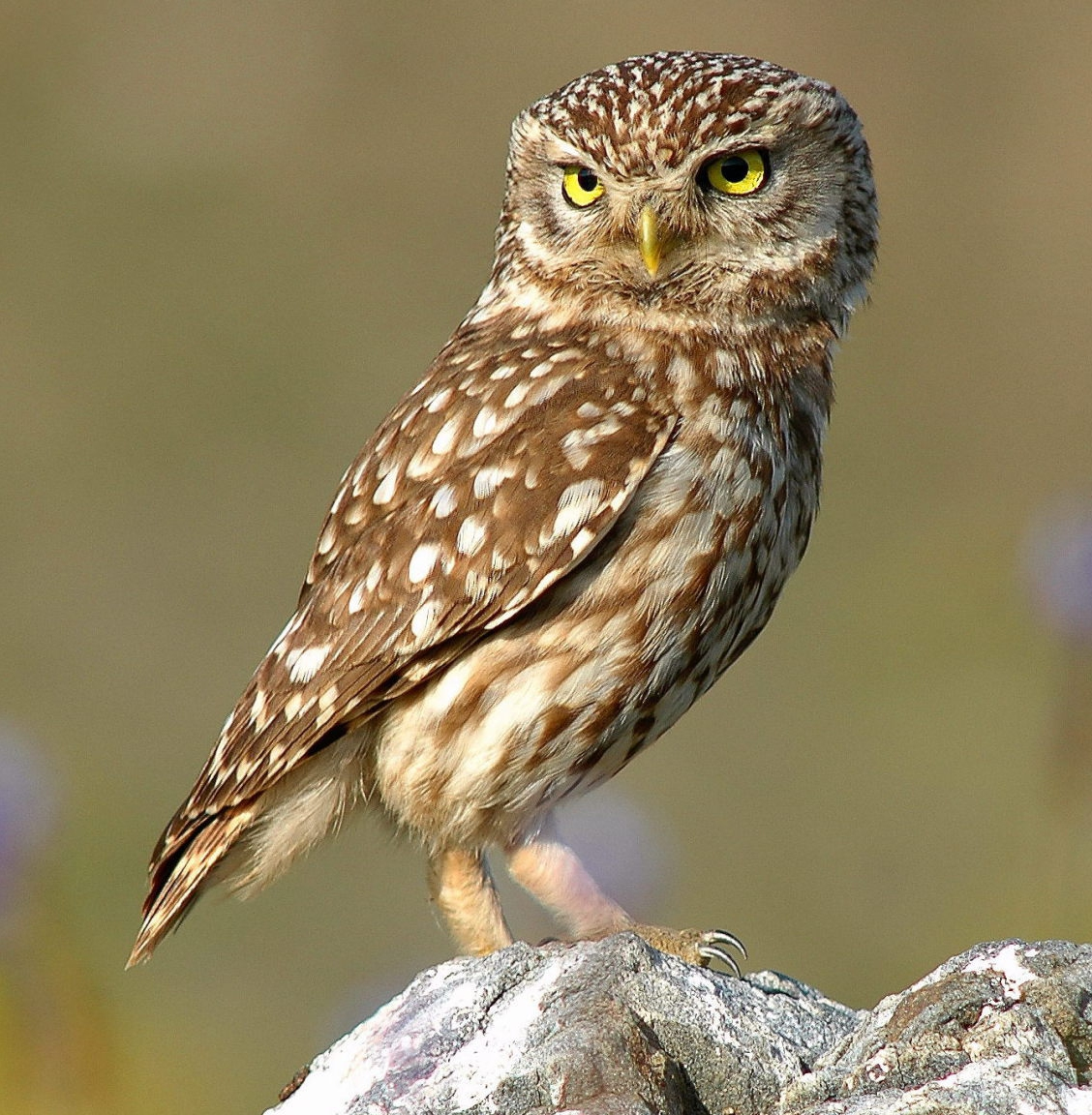
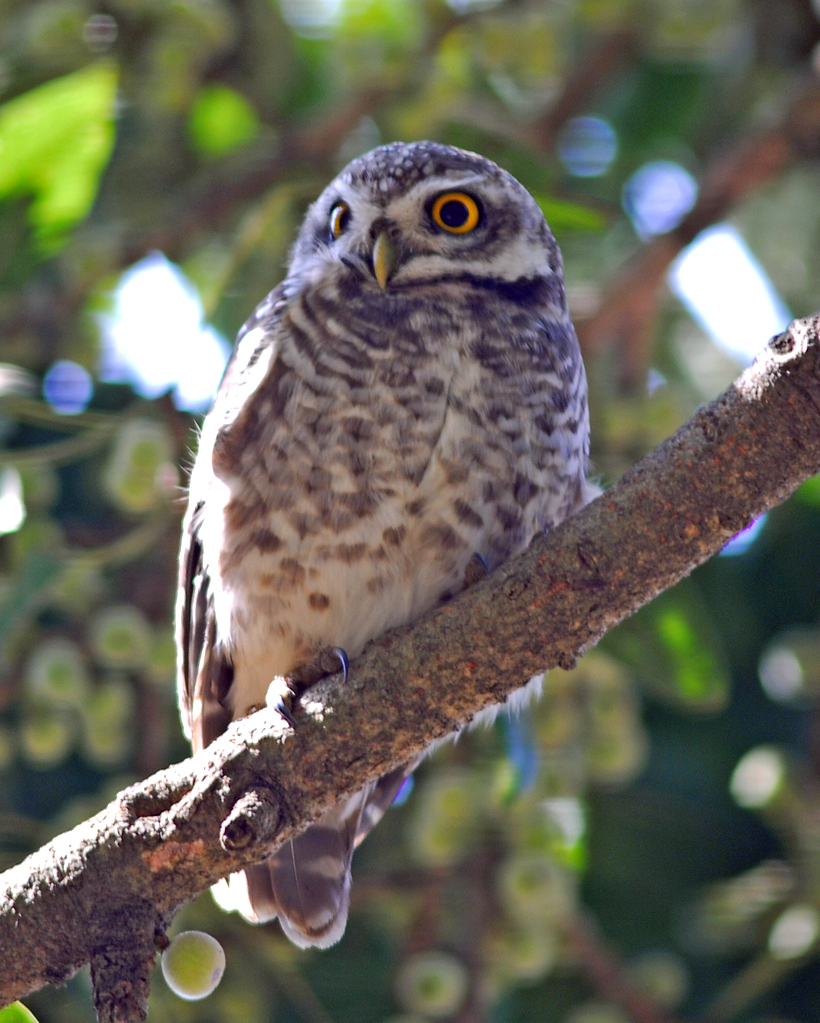